# Campionati europei di ciclismo su strada 2012 - Gara in linea femminile Junior
La gara in linea femminile Junior dei Campionati europei di ciclismo su strada 2012 si è svolta il 12 agosto 2012 a Goes, nei Paesi Bassi, per un percorso di 80 km. La gara è stata vinta dalla britannica Lucy Garner, che ha terminato la gara in 2h07'05", alla media di 37,770 km/h.
Partenza con 84 cicliste, delle quali 68 completarono la gara.

## Squadre partecipanti
| N.    | Cod. | Squadra         |
| ----- | ---- | --------------- |
| 2-9   | ITA  | Italia          |
| 12-14 | AUT  | Austria         |
| 15-22 | BEL  | Belgio          |
| 23-25 | BLR  | Bielorussia     |
| 26    | CRO  | Croazia         |
| 27    | CZE  | Repubblica Ceca |
| 28-31 | ESP  | Spagna          |
| 36-43 | FRA  | Francia         |
| 44-45 | GBR  | Regno Unito     |
| 46-52 | GER  | Germania        |

| N.     | Cod. | Squadra     |
| ------ | ---- | ----------- |
| 53     | IRL  | Irlanda     |
| 54-61  | NLD  | Paesi Bassi |
| 66-67  | NOR  | Norvegia    |
| 68-75  | RUS  | Russia      |
| 76     | SVN  | Slovenia    |
| 77-78  | SUI  | Svizzera    |
| 80-81  | SWE  | Svezia      |
| 83-89  | UKR  | Ukraina     |
| 90-95  | POL  | Polonia     |
| 96-102 | LTU  | Lituania    |

## Ordine d'arrivo (Top 10)
| Pos. | Corridore          | Squadra     | Tempo    |
| ---- | ------------------ | ----------- | -------- |
| 1    | Lucy Garner        | G. Bretagna | 2h07'05" |
| 2    | Anna Zita Stricker | Italia      | s.t.     |
| 3    | Kirsten Coppens    | Paesi Bassi | s.t.     |
| 4    | Ashlynn van Baarle | Paesi Bassi | s.t.     |
| 5    | Lotte Kopecky      | Belgio      | s.t.     |
| 6    | Kaat Vandermeulen  | Belgio      | s.t.     |
| 7    | Jessy Druyts       | Belgio      | s.t.     |
| 8    | Caroline Baur      | Svizzera    | s.t.     |
| 9    | Karyna Šynkar'ova  | Ucraina     | s.t.     |
| 10   | Alicia González    | Spagna      | s.t.     |